# Лукавац
Лукавац (на босненски: Lukavac) е град и община в Северна Босна и Херцеговина. Общината влиза в състава на Тузлански кантон от Федерация Босна и Херцеговина.
Градът е индустриален и има много фабрики.
Общината има население около 54 000 души, а само градът – около 16 000 жители. През 2005 г. се смята, че 97% от населението на общината са етнически босненци. Територията на цялата община е около 352 66 km2.

## Личности
Родени в Лукавац
- Марин (Мартин) Андреев, македоно-одрински опълченец, 24-годишен, работник, 1 рота на 4 битолска дружина, ранен на 17 юни 1913 г., кръст „За храброст“ ІV степен[1]